# Tanja Poutiainen
Tanja Poutiainen (Rovaniemi, 6 aprile 1980) è un'ex sciatrice alpina finlandese specialista delle prove tecniche, vincitrice una medaglia olimpica, di quattro medaglie iridate e di tre Coppe del Mondo di specialità.
Con il connazionale Kalle Palander in campo maschile, Tanja Poutiainen è stata la prima campionessa finlandese ad affermarsi nello sci alpino. Prima di loro la Finlandia, nazione con grandissima tradizione negli sport invernali, non aveva mai ottenuto risultati di rilievo in questa disciplina.

## Biografia

### Stagioni 1996-2000
Attiva in gare FIS dal novembre del 1995, in Coppa Europa la Poutiainen esordì il 21 gennaio 1997 a Bischofswiesen il 21 gennaio 1997 in slalom gigante (6ª) e ottenne il primo podio il 10 febbraio successivo a Crans-Montana nella medesima specialità (3ª). Sempre nel 1997 esordì ai Campionati mondiali (nella rassegna iridata di Sestriere fu 17ª nello slalom speciale e non terminò lo slalom gigante), vinse la medaglia d'oro nello slalom speciale e quella di bronzo nel supergigante ai Mondiali juniores di Schladming e debuttò in Coppa del Mondo, il 16 marzo a Vail in slalom speciale senza completare la gara.
Nella stagione successiva conquistò la sua prima vittoria in Coppa Europa, il 15 dicembre 1997 a Sankt Sebastian in slalom gigante, ed esordì ai Giochi olimpici invernali: a Nagano 1998 si classificò 26ª nello slalom gigante e 18ª nello slalom speciale. Nel 1999 Mondiali di Vail/Beaver Creek si piazzò 14ª nello slalom gigante e 24ª nello slalom speciale, mentre ai Mondiali juniores di Pra Loup vinse la medaglia di bronzo nello slalom gigante.

### Stagioni 2001-2005
Ai Mondiali di Sankt Anton am Arlberg 2001 si piazzò 13ª nello slalom gigante e non completò lo slalom speciale; il 30 novembre dello stesso anno ottenne a Levi in slalom speciale la sua ultima vittoria, nonché ultimo podio, in Coppa Europa e il 9 dicembre successivo colse a Sestriere in slalom speciale il suo primo podio in Coppa del Mondo (2ª). Ai XIX Giochi olimpici invernali di Salt Lake City 2002 si classificò 11ª nello slalom gigante e non completò lo slalom speciale, mentre l'anno dopo ai Mondiali di Sankt Moritz 2003 si piazzò 23ª nello slalom gigante e 10ª nello slalom speciale.
Il 28 febbraio 2004 conquistò a Levi in slalom speciale la sua prima vittoria in Coppa del Mondo e ai successivi Mondiali di Bormio/Santa Caterina Valfurva 2005 vinse la medaglia d'argento sia nello slalom gigante sia nello slalom speciale: furono le prime due medaglie mai vinte da una finlandese ai Campionati mondiali. In quella stessa stagione 2004-2005 in Coppa del Mondo si aggiudicò due Coppe di specialità, quella di slalom gigante (con 51 punti di vantaggio sulla seconda classificata, la svedese Anja Pärson) e quella di slalom speciale (con 170 punti di vantaggio sulla croata Janica Kostelić).

### Stagioni 2006-2009
Ai XX Giochi olimpici invernali di Torino 2006 vinse la medaglia d'argento nello slalom gigante, la prima medaglia olimpica finlandese nella storia dello sci alpino, e si classificò 6ª nello slalom speciale; l'anno dopo ai Mondiali di Åre 2007 si piazzò 14ª sia nello slalom gigante sia nello slalom speciale.
Ai Mondiali di Val-d'Isère 2009 vinse la medaglia di bronzo sia nello slalom gigante sia nello slalom speciale; il mese successivo durante le finali della Coppa del Mondo 2008-2009 riuscì a vincere la sua seconda Coppa del Mondo di slalom gigante, superando all'ultima gara l'austriaca Kathrin Zettel, fino a quel momento in testa alla classifica, di 7 punti.

### Stagioni 2010-2014
Ai XXI Giochi olimpici invernali di Vancouver 2010 si classificò 13ª nello slalom gigante e 6ª nello slalom speciale. L'11 gennaio 2011 conquistò a Flachau in slalom speciale la sua ultima vittoria in Coppa del Mondo e un mese dopo, ai Mondiali di Garmisch-Partenkirchen 2011, si piazzò 13ª nello slalom gigante e 6ª nello slalom speciale. Il 15 gennaio 2013 colse a Flachau in slalom speciale il suo ultimo podio in Coppa del Mondo (3ª) e ai successivi Mondiali di Schladming 2013, suo congedo iridato, si piazzò 15ª nello slalom gigante e 4ª nello slalom speciale.
Ai XXII Giochi olimpici invernali di Soči 2014, sua ultima presenza olimpica, si classificò 14ª nello slalom gigante e 12ª nello slalom speciale e il 16 marzo successivo disputò la sua ultima gara in Coppa del Mondo, lo slalom gigante di Lenzerheide (20ª). Si ritirò al termine di quella stessa stagione e la sua ultima gara in carriera fu uno slalom speciale FIS disputato a Rovaniemi il 7 aprile, chiuso dalla Poutiainen al 2º posto.

## Palmarès

### Olimpiadi
- 1 medaglia:
  - 1 argento (slalom gigante a Torino 2006)

### Mondiali
- 4 medaglie:
  - 2 argenti (slalom gigante, slalom speciale a Bormio/Santa Caterina Valfurva 2005)
  - 2 bronzi (slalom gigante, slalom speciale a Val-d'Isère 2009)

### Mondiali juniores
- 3 medaglie:
  - 1 oro (slalom speciale a Schladming 1997)
  - 2 bronzi (supergigante a Schladming 1997; slalom gigante a Pra Loup 1999)

### Coppa del Mondo
- Miglior piazzamento in classifica generale: 5ª nel 2005 e 2009
- Vincitrice della Coppa del Mondo di slalom gigante nel 2005 e nel 2009
- Vincitrice della Coppa del Mondo di slalom speciale nel 2005
- 48 podi (20 in slalom gigante, 27 in slalom speciale, 1 in KO slalom):
  - 11 vittorie (5 in slalom gigante, 6 in slalom speciale)
  - 19 secondi posti (9 in slalom gigante, 9 in slalom speciale, 1 in KO slalom)
  - 18 terzi posti (6 in slalom gigante, 12 in slalom speciale)

#### Coppa del Mondo - vittorie
| Data             | Località              | Paese       | Specialità |
| ---------------- | --------------------- | ----------- | ---------- |
| 28 febbraio 2004 | Levi                  | Finlandia   | SL         |
| 26 novembre 2004 | Aspen                 | Stati Uniti | GS         |
| 28 novembre 2004 | Aspen                 | Stati Uniti | SL         |
| 12 dicembre 2004 | Altenmarkt-Zauchensee | Austria     | SL         |
| 20 gennaio 2005  | Zagabria Sljeme       | Croazia     | SL         |
| 10 marzo 2007    | Zwiesel               | Germania    | GS         |
| 15 febbraio 2008 | Zagabria Sljeme       | Croazia     | SL         |
| 13 dicembre 2008 | La Molina             | Spagna      | GS         |
| 24 ottobre 2009  | Sölden                | Austria     | GS         |
| 24 gennaio 2010  | Cortina d'Ampezzo     | Italia      | GS         |
| 11 gennaio 2011  | Flachau               | Austria     | SL         |

Legenda:

GS = slalom gigante

SL = slalom speciale

### Coppa Europa
- Miglior piazzamento in classifica generale: 8ª nel 1999
- 12 podi:
  - 5 vittorie
  - 3 secondi posti
  - 4 terzi posti

#### Coppa Europa - vittorie
| Data             | Località          | Paese     | Specialità |
| ---------------- | ----------------- | --------- | ---------- |
| 15 febbraio 1997 | Sankt Sebastian   | Austria   | GS         |
| 16 febbraio 1997 | Sankt Sebastian   | Austria   | GS         |
| 15 febbraio 1999 | Schönberg-Lachtal | Austria   | GS         |
| 29 novembre 2001 | Levi              | Finlandia | SL         |
| 30 novembre 2001 | Levi              | Finlandia | SL         |

Legenda:

GS = slalom gigante

SL = slalom speciale

### Campionati finlandesi
- 32 medaglie[1]:
  - 26 ori (supergigante/1, supergigante/2, slalom gigante/1, slalom gigante/2 nel 1996; slalom speciale nel 1998; slalom gigante, slalom speciale nel 2001; slalom gigante, slalom speciale nel 2003; slalom gigante, slalom speciale nel 2004; slalom gigante, slalom speciale nel 2005; slalom gigante nel 2006; slalom gigante, slalom speciale nel 2007; slalom gigante, slalom speciale nel 2008; supergigante, slalom gigante, slalom speciale nel 2009; slalom gigante nel 2010; slalom gigante, slalom speciale nel 2011; slalom speciale nel 2012; slalom gigante nel 2014)
  - 5 argenti (supergigante/2 nel 1997; slalom speciale nel 1999; supergigante nel 2007; slalom speciale nel 2010; slalom gigante nel 2012)
  - 1 bronzo (supergigante/1 nel 1997)